# Zawójka pospolita
Zawójka pospolita (Valvata piscinalis) – gatunek palearktycznego, słodkowodnego, niewielkiego ślimaka z rodziny zawójkowatych (Valvatidae). Występuje w Eurazji, zaś w Ameryce Północnej jest gatunkiem inwazyjnym. W Polsce pospolity w różnych typach wód śródlądowych. Występuje głównie na powierzchni osadów dennych zbiorników wodnych. Osobniki tego gatunku są obojnakami; składają jaja w kokonach jajowych otoczonych grubą osłonką śluzową. Są chętnie spożywane przez ryby. Są żywicielem pośrednim kilku gatunków pasożytniczych przywr.

## Systematyka
Zawójka pospolita należy do rodziny zawójkowatych (Valvatidae). Opisał ją duński przyrodnik O.F. Müller na podstawie okazów zebranych ze stawów rybnych ogrodu botanicznego Fridrichsdal we Frederiksstaden (w pobliżu Kopenhagi) i zaliczył początkowo do rodzaju Nerita. Obecnie jest zaliczana do rodzaju Valvata .

### Etymologia nazwy
Nazwa rodzaju jest pochodną łacińskiej nazwy muszli (valva, -ae, łac. – muszla, skorupka, podwoje), epitet gatunkowy zaś odnosi się do tego, że była znaleziona przez autora gatunku w stawie rybnym i jest chętnie zjadana przez ryby (piscinalis łac. – rybi ).

## Cechy morfologiczne

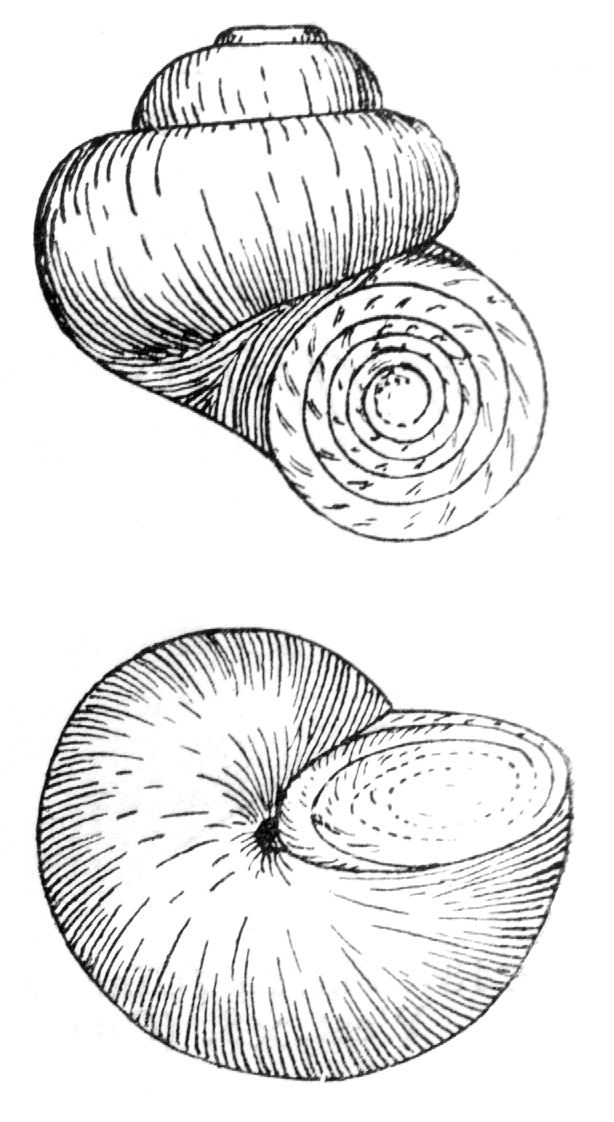
Szkic muszli zawójki pospolitej

Muszla o zróżnicowanym kształcie, kulisto-stożkowa, szerokostożkowata, stożkowato-wieżyczkowata, jej szerokość i długość u formy typowej mniej więcej równe. Muszla mocna, o względnie grubych ściankach, skrętka wzniesiona. Liczba skrętów: 4–4 ½. Powierzchnia skrętów pokryta gęstymi poprzecznymi prążkami, które w niektórych przypadkach mogą mieć kształt delikatnych żeberek; czasami widać także prążkowanie spiralne. Szczyt muszli przytępiony (początkowe skręty ciasno nawinięte i płaskie). Końcowe skręty szybko narastające, mocno wypukłe. Szew muszli mocno wcięty. Ujście muszli koliste, lekko wyciągnięte ku górze. Dołek osiowy wąski, bywa lekko zasłonięty odchylającym się brzegiem muszli. Wieczko rogowe, cienkie, o spiralnej budowie, lewoskrętne. Barwa muszli żółtawa, zielonkawo- lub beżowo-szara, z lekkim połyskiem. Szerokość muszli: 4,8–7 mm; wysokość: 5–8 mm. Rozmiary ciała tego ślimaka wykazują pozytywny związek z trofią zbiornika wodnego – są większe w wodach o podwyższonej trofii.
Ciało ślimaka żółtawe, szaro i biało nakrapiane, ciemniej pigmentowane na brzegu płaszcza i u podstawy penisa. Oczy niebieskawe, położone u podstawy czułków. Czułki długie, cienkie.
U pełzającego ślimaka listkowate skrzele wystaje na zewnątrz.

### Zmienność

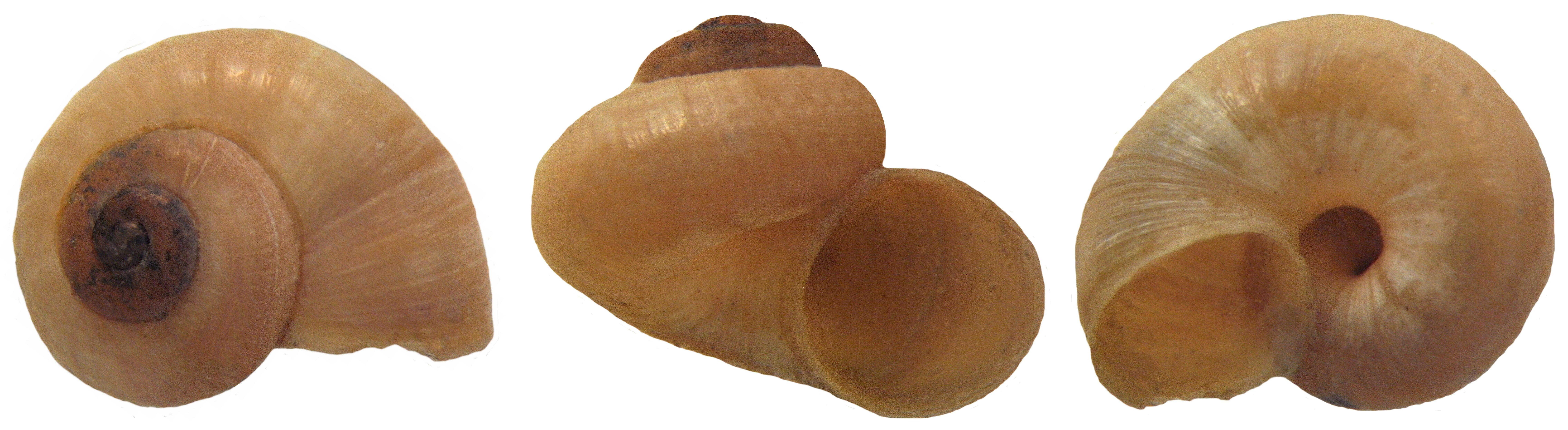
Muszla zawójki pospolitej – widoki z różnych perspektyw

Zawójka pospolita jest gatunkiem o dużej zmienności fenotypowej. Wyróżniano kilka podgatunków (form), różniących się od formy typowej (Valvata piscinalis piscinalis):
- Valvata piscinalis f. antiqua Sowerby – o muszli wieżyczkowato-stożkowatej, większej niż forma typowa (wysokość: 6–8 mm, szerokość: 4,5–6 mm), z pięcioma skrętami, oddzielonymi od siebie bardzo głębokim szwem. Ostatni skręt jest silnie rozdęty i bywa odklejony od przedostatniego. Ta forma jest spotykana głównie w jeziorach, w sublitoralu i profundalu, na znacznych nawet głębokościach (do 70 m)[12]. Jej muszle często spotykane są w osadach czwartorzędowych pochodzenia jeziornego[13].
- Valvata piscinalis f. geyeri (Menzel, 1904) – wysokość: 3 mm, szerokość: 2,5 mm
- Valvata piscinalis f. discors (Westerlund, 1886) – muszla drobna (wysokość: 3 mm, szerokość: 3 mm), wyraźnie żeberkowana. Ciało szarobrązowe, przeświecające, żółtawo nakrapiane, noga szeroka, w przedniej części rozdzielona na dwa płaty, w tylnej zaokrąglona. Występuje w rzekach (w Polsce: w rzece Narewka w okolicach Białowieży i w Warcie koło Gorzowa)[3].
- Valvata piscinalis f. alpestris (Küster, 1853) – wysokość: 5,5 mm, szerokość: 6,3 mm.

W bazie MolluscaBase formy antiqua, geyeri i alpestris są uznawane za osobne gatunki.

## Występowanie

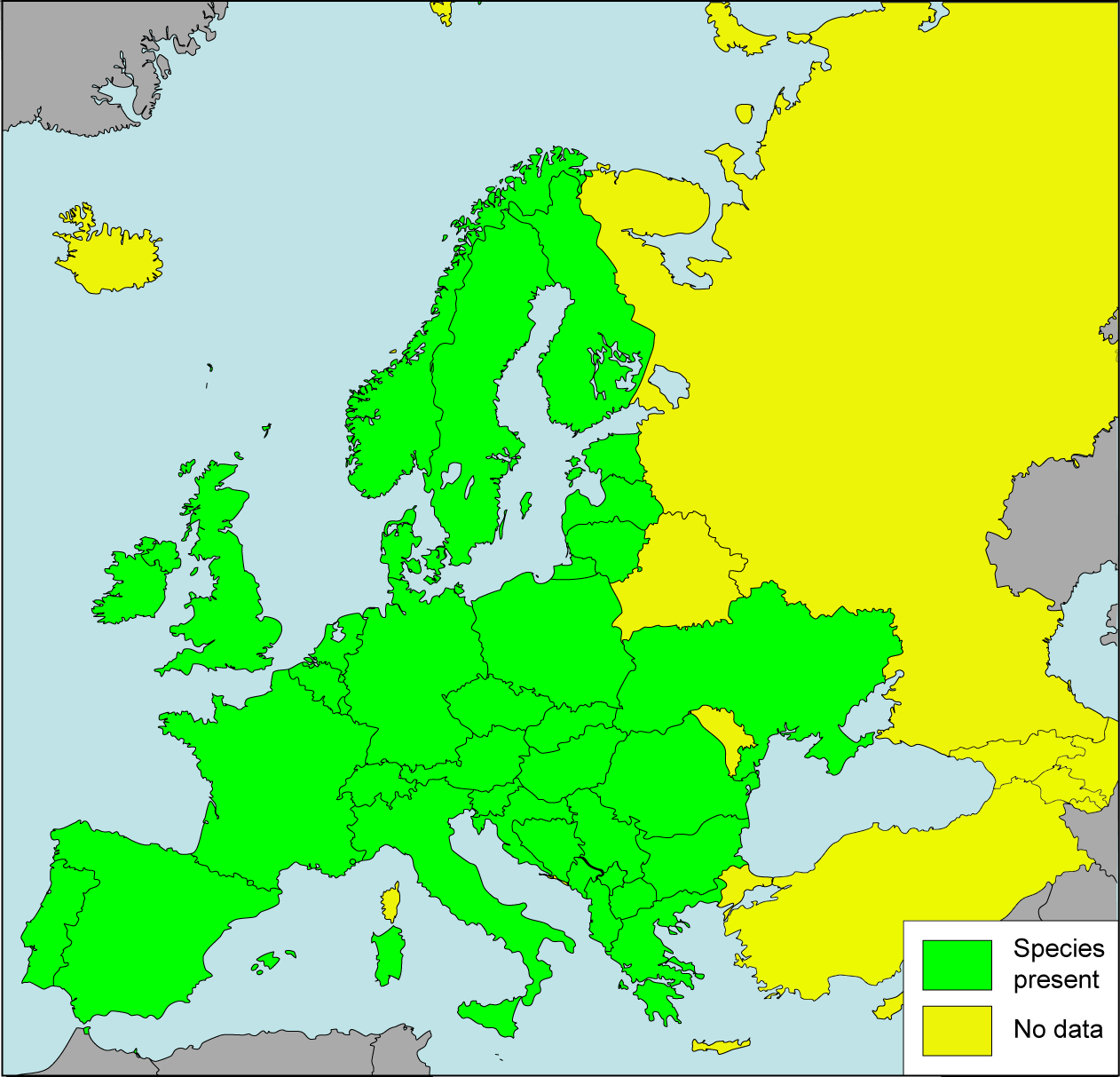
Mapa występowania zawójki pospolitej w Europie (dane na podstawie Fauna Europaea, stan z 2010 roku). Zielonym kolorem zaznaczono kraje, w których stwierdzono występowanie zawójki pospolitej, kolorem żółtym – brak danych o występowaniu tego gatunku.

Gatunek palearktyczny, zamieszkuje prawie całą Europę i znaczną część zachodniej i północnej Azji. Nie występuje na Islandii. Zawleczony do Ameryki Północnej, rozprzestrzenia się w Wielkich Jeziorach. W Polsce gatunek bardzo pospolity, szczególnie w północnej i wschodniej części kraju (Pojezierze Pomorskie, Pojezierze Mazurskie, Pojezierze Suwalskie, Nizina Wielkopolska, Pojezierze Kujawskie, Nizina Mazowiecka), ale także na terenach wyżynnych w południowej i centralnej części kraju (Śląsk, Wyżyna Krakowsko-Częstochowska, Wyżyna Małopolska, Wyżyna Lubelska, Kotlina Sandomierska); na obszarach podgórskich (Beskid Wschodni) rzadszy.

## Biologia i ekologia

### Zajmowane siedliska
Występuje w rzekach, starorzeczach, stawach, jeziorach, na dnie piaszczystym, piaszczysto-mulistym, mulistym, głównie w płytkim litoralu, V. piscinalis f. antiqua także głębiej, w sublitoralu i profundalu. Preferuje wody o umiarkowanej trofii, czyste, często występuje w zbiorowiskach ramienic (Characae) i rdestnic (z rodzaju Potamogeton). Występuje w wodach o różnej twardości. Toleruje zasolenie do 2 promili – notowano ją w Zatoce Kurońskiej w miejscach, gdzie następują okresowe wlewy wód słonawych. W górach występuje do wysokości 1000 m n.p.m. W zbiornikach wodnych Polski niżowej jest jednym z dominujących ślimaków, występujących na osadach dennych, jego zagęszczenie może dochodzić do 67 osobników/m². W Wielkich Jeziorach Ameryki Północnej osiąga miejscami zagęszczenie 1690 osobników/m² (średnio 216 os./m²).

### Odżywianie
Filtrator i zdrapywacz. Odżywia się detrytusem, peryfitonem, zeskrobywuje radulą fragmenty tkanek roślin wodnych. Organem filtrującym glony i bakterie z wody jest jama płaszczowa, do której wodę z zawiesiną napędza czułek płaszczowy, tam cząstki pokarmowe przyklejają się do śluzu. Pokarm (peryfiton) konsumowany jest niewybiórczo, choć gdy jego jakość lub ilość jest nieodpowiednia, zmianie ulega zachowanie ślimaka: częstość „drapnięć” raduli o podłoże maleje, a ślimak zaczyna pełznąć szybciej. Przy dłuższych okresach braku pokarmu ślimaki zamykają się w muszlach. Peryfiton z nitkowatymi koloniami okrzemek (zwłaszcza z rodzaju Melosira) zapewnia lepsze tempo wzrostu, płodność i przeżywalność osobników tego gatunku niż peryfiton zawierający sinice (drgalnice Oscillatoria sp.). U ślimaków odżywiających się pokarmem o gorszej jakości opóźnieniu ulega moment osiągnięcia dojrzałości płciowej i wydłuża się średnia długość życia.

### Rozmnażanie i cykl życiowy
Obojnaki. Podczas zapłodnienia jeden z osobników pełni rolę samca, drugi samicy, po czym zwykle role odwracają się. Kopulacja trwa średnio 35–60 minut, choć może ulec przedłużeniu do 2 godzin, nie obserwowano zapłodnienia krzyżowego. Sezon rozrodczy w warunkach klimatycznych Polski trwa od kwietnia do sierpnia, choć w temperaturze poniżej 19 °C częstość kopulacji i składania kokonów jajowych ulega ograniczeniu. Jaja składane są w kokonach jajowych, ich składanie zaczyna się 1–2 dni po kopulacji, przed złożeniem ślimak przez pewien czas (kilkanaście minut – kilka godzin) „szoruje” radulą podłoże, na którym jaja będą składane. Podczas składania kokonu ślimak siedzi nieruchomo, kokon wydobywa się z prawej strony jamy płaszczowej i jest następnie przytwierdzany do podłoża za pomocą cienkiej warstwy substancji cementującej. Kokony składane są na roślinach wodnych, kamieniach, innych przedmiotach zanurzonych, zwykle 0,7–1 m nad poziomem osadów dennych. Kokony są owalne, o średnicy ok. 1,5–2,5 mm, maja barwę zielonożółtą i twardą ścianę. Liczba jaj w kokonie wynosi średnio 20–30, maksymalnie 90–150. W trakcie jednego sezonu rozrodczego para ślimaków może złożyć do 54–135 kokonów z 1525–4049 jajami. Kokony mają zwykle owalny kształt (choć zdarzają się też kokony o kształcie gruszkowatym bądź stożkowatym), ich długość dochodzi do 3,25 mm a średnica do 2,05 mm. Z zewnętrznej strony kokon otacza osłonka śluzowa (palium gelatinosum), o grubości większej niż średnica kapsuły kokonu; właściwa kapsuła, w której znajdują się jaja, jest lekko spłaszczona, składa się z dwóch części połączonych przez dwa szwy, na jej powierzchni występują delikatne wręgi, a w pobliżu szczytu – kolczate wyrostki. Kapsuła jest przytwierdzona do podłoża przy pomocy substancji klejącej („cementu”). Długość pojedynczej kapsuły wynosi do 0,6–2 mm, a grubość jej ścian: 0,01–0,026 mm. Jaja w kokonie zatopione są w galaretowatej, białkowej substancji, ich otoczki połączone są ze sobą, tworząc łączący jaja sznureczek. Jaja w kokonie ułożone są nieregularnie lub w układzie prawoskrętnej spirali. Jajo ma kolor żółty lub zielonkawo-żółty, otaczają je dwie przejrzyste osłonki. Średnica żywotnych jaj wynosi 0,20–0,27 mm. Około 0,5% jaj złożonych przez ślimaki wykazuje deformacje budowy (ma wymiary większe lub mniejsze niż podane wyżej, posiada dwie komórki zarodkowe, ma zniekształcone osłonki jajowe) – takie jaja nie rozwijają się dalej. Rozwój prosty. Rozwój embrionalny trwa około dwóch tygodni, jego długość zależy od temperatury otoczenia (przy 7 °C trwa 80–90 dni, przy 24–26 °C trwa 6–12 dni). Wzdłuż kokonu biegnie szew, który pęka, ułatwiając młodym ślimakom wydostanie się na zewnątrz. Śmiertelność do etapu wylęgania się z jaj zależy od temperatury, jest najniższa (24,8%) w zakresie temperatur 16–20 °C – przy wyższych i niższych temperaturach znacząco wzrasta (np. przy obniżeniu temperatury do 7–8 °C wynosi 61,6%). Wylęgające się osobniki korzystają przez 3–7 dni z materiałów zapasowych pochodzących z żółtka jaja. Młode osobniki przebywają na roślinach, żywiąc się peryfitonowymi okrzemkami, później przenoszą się do osadów dennych. Czas życia osobnika: 12–21 miesięcy, dojrzałość płciowa osiągana jest po 2–11 miesiącach, zależnie od temperatury otoczenia i warunków pokarmowych. Osobniki zimują zagrzebane w mule, po złożeniu jaj wiosną lub późnym latem w następnym sezonie giną, choć niektóre osobniki mogą zimować dwukrotnie.
Prędkość poruszania się ślimaków zależy od wielkości osobników, osobniki o długości muszli ok. 5 mm mogą pełzać z prędkością 1,8 m/h. Obserwowano osobniki przyczepione od spodu do błonki powierzchniowej.

## Interakcje międzygatunkowe
Zawójka pospolita jest chętnie zjadana przez ryby. Znajdowano ją w przewodach pokarmowych pstrągów, siei, płoci. Polują na nią drapieżne pijawki, m.in. Glossiphonia complanata oraz drapieżne larwy owadów wodnych. Osobniki zawójki są w stanie wyczuć na podstawie obecności kairomonów żerujące pijawki – ograniczają wówczas swą aktywność i, zagrożone, zamykają muszlę wieczkiem. Uszkodzenia muszli powstałe po nieudanych atakach drapieżników są odbudowywane.
Zawójka pospolita jest też żywicielem pośrednim wielu pasożytniczych przywr (Echinoparyphium recurvatum, Echinoparyphium mordwilokoi, Syngamus trachea, Cyanthocotyle bushiensis).

## Zagrożenia i ochrona
Ze względu na szeroki zasięg geograficzny, powszechne występowanie i dużą liczebność populacji oraz umiarkowaną odporność na zanieczyszczenie środowiska i eutrofizację jest klasyfikowana przez IUCN jako gatunek najmniejszej troski (LC). W niektórych rejonach Europy (Austrii, Czechach, Bawarii) przypisano jej jednak status gatunku bliskiego zagrożeniu lub zagrożonego.